# Jasmin Coratti
Jasmin Coratti (* 5. August 2001 in Schlanders) ist eine italienische Snowboarderin. Sie startet in den Paralleldisziplinen.

## Werdegang
Die Vinschgauerin Coratti, die für den G.S. Fiamme Oro startet, nahm im Januar 2017 am Gerlitzen erstmals am Europacup teil und belegte dabei die Plätze 24 sowie 11 im Parallel-Riesenslalom. Bei den Juniorenweltmeisterschaften 2017 in Klínovec kam sie auf den 19. Platz im Parallel-Riesenslalom und auf den 11. Rang im Parallelslalom. Erstmals im Snowboard-Weltcup startete sie im Dezember 2017 im Carezza, wobei sie im Parallel-Riesenslalom die Plätze 51 und 41 sowie im Parallelslalom den 46. Platz errang. In der Saison 2018/19 erreichte sie mit drei dritten Plätzen ihre ersten Podestplatzierungen im Europacup und zum Saisonende den dritten Platz in der Parallel-Wertung. Zudem wurde sie bei den Juniorenweltmeisterschaften 2019 in Rogla Vierte im Parallelslalom und gewann im Parallel-Riesenslalom die Bronzemedaille. In den folgenden Jahren kam sie bei den Juniorenweltmeisterschaften 2020 im Lachtal auf den neunten Platz im Parallel-Riesenslalom sowie auf den siebten Rang im Parallelslalom und bei den Juniorenweltmeisterschaften 2021 in Krasnojarsk jeweils auf den 15. Platz im Parallel-Riesenslalom sowie im Parallelslalom. 
In der Saison 2021/22 fuhr Coratti zweimal auf den dritten Platz und errang damit den achten Platz in der Parallel-Wertung des Europacups. Zudem wurde sie im April 2022 italienische Meisterin in beiden Paralleldisziplinen. Zu Beginn der Saison 2022/23 holte sie in Hochfügen im Parallel-Riesenslalom ihre ersten Europacupsiege. Im weiteren Saisonverlauf siegte sie zweimal und gewann mit zehn Top-Zehn-Platzierungen, darunter drei dritte Plätze die Parallel-Wertung im Europacup. Nachdem sie zu Beginn der Saison 2023/24 in Cortina d’Ampezzo mit dem achten Platz im Parallel-Riesenslalom ihre erste Top-Zehn-Platzierung im Weltcup erringen konnte, kam sie sechsmal unter den ersten Zehn und erreichte mit dem dritten Platz im Parallelslalom in Bad Gastein sowie mit dem zweiten Rang in Scuol im Parallel-Riesenslalom ihre ersten Podestplatzierungen im Weltcup. Sie wurde damit Zwölfte im Parallel-Riesenslalom-Weltcup, Neunte im Parallel-Weltcup und Achte im Parallelslalom-Weltcup. In der Saison 2024/25 holte sie im Parallel-Riesenslalom im Carezza ihren ersten Weltcupsieg und belegte mit neun weiteren Top-Zehn-Platzierungen, darunter Platz drei im Parallel-Riesenslalom in Cortina d’Ampezzo, den neunten Platz im Parallelslalom-Weltcup und jeweils den siebten Rang im Parallel-Weltcup sowie im Parallel-Riesenslalom-Weltcup. 
Ihr Bruder Edwin Coratti ist ebenfalls als Snowboarder aktiv.

## Weltcupsiege und Weltcup-Gesamtplatzierungen

### Weltcupsiege im Einzel
| Nr. | Datum             | Ort     | Disziplin             |
| --- | ----------------- | ------- | --------------------- |
| 1.  | 12. Dezember 2024 | Carezza | Parallel-Riesenslalom |

### Weltcup-Gesamtplatzierungen
| Saison  | Parallel | Parallel | Parallel-Riesenslalom | Parallel-Riesenslalom | Parallelslalom | Parallelslalom |
| Saison  | Punkte   | Platz    | Punkte                | Platz                 | Punkte         | Platz          |
| ------- | -------- | -------- | --------------------- | --------------------- | -------------- | -------------- |
| 2017/18 | 50,1     | 57.      | 33,4                  | 59.                   | 16,7           | 54.            |
| 2018/19 | 80       | 49.      | 80                    | 46.                   | -              | -              |
| 2019/20 | 19,1     | 58.      | 19,1                  | 53.                   | -              | -              |
| 2020/21 | 16       | 36.      | 16                    | 31.                   | -              | -              |
| 2021/22 | 33       | 35.      | 9                     | 41.                   | 24             | 25.            |
| 2023/24 | 348      | 9.       | 204                   | 12.                   | 144            | 8.             |
| 2024/25 | 574      | 7.       | 420                   | 7.                    | 154            | 9.             |